# Noémie Kolly
 Noémie Kolly, née le 1er janvier 1998, est une  skieuse alpine suisse spécialisée dans les disciplines de vitesse.
Elle est vice-championne du monde juniors de descente 2019.

## Biographie
Sa mère, sa sœur et son frère ont tous fait du ski de compétition, elle a elle-même appris à skier dès son 2ème hiver à La Berra avec sa mère. 
Première course FIS lors de la saison 2014-2015, première victoire en course FIS le 25 janvier 2016. Premier top10 en Coupe d’Europe en janvier 2017, première participation aux Championnats du Monde junior en 2017, premier podium en Coupe d’Europe en décembre 2017.
Elle dispute sa première course de Coupe du Monde à Garmisch en janvier 2019 et obtient ses premiers points grâce à sa 29ème place. En février 2019 à Val di Fassa elle est vice-championne du monde juniors de la descente derrière sa compatriote Juliana Suter.
Elle chute à l'entraînement pendant l'été 2019 et souffre d'une rupture des ligaments croisés qui l'oblige à renoncer à la saison 2019-2020. 
En janvier 2021, elle prend la 3ème place de la descente de Coupe d'Europe de Crans-Montana remportée par Jasmine Flury, son deuxième podium à ce niveau. Elle est présentée comme le nouveau visage de la descente suisse,, peu avant d'obtenir son premier top-15 de Coupe du Monde en prenant la 12e place du super G de Crans-Montana le 24 janvier 2021, ce qui la fait entrer dans une nouvelle dimension pour certains médias. 
Le 3 décembre 2021, elle se blesse à l'avant-bras droit dès le début de la descente de Lake Louise qui la prive des deux autres courses organisées dans la station canadienne,. Elle fait son retour à St-Moritz le 11 décembre en prenant la 17ème place du Super G, puis une semaine plus tard à Val d'Isère, prend la 24ème place tant de la descente que du Super G. Elle entre deux nouvelles fois dans le top 15 en Coupe du Monde en janvier 2022 avec la 14ème place de la descente de Zauchensee et la 15ème place du Super G de Garmisch. Elle est sélectionnée pour les JO 2022, mais n'est finalement retenue pour aucune course. Fin février 2022, à l'occasion des épreuves Coupe du Monde de Crans-Montana, elle se confie à la presse sur son statut de seule romande de son équipe. Le 23 mars 2022, elle devient championne de Suisse du combiné, son premier titre national,. Le lendemain, elle prend la 3ème place de la descente, derrière Delia Durrer et Jasmina Suter.
En novembre 2022, elle se blesse au dos à Zermatt et se fait opérer. Elle revient début 2023 en étant encore convalescente et elle met fin très tôt à sa saison.
Pour la saison 2023-2024, de retour de blessure, elle oscille entre la coupe d'Europe et la coupe du monde. En coupe d'Europe elle obtient deux 6e places en super G à Orcières-Merlette et La Thuile. En coupe du monde son meilleur résultat est une 16e place dans le super G de Cortina d'Ampezzo fin janvier 2024.
Avant le début de la saison 2024-2025, elle se blesse au genou gauche à l'entrainement (ligament croisé et latéral externe) et fait donc une croix sur sa saison.

## Palmarès

### Coupe du monde
- Première course et premier top30 : 27 janvier 2019, descente de Garmisch, 29ème
- Meilleur résultat en descente : 14e à Zauchensee le 15 janvier 2022
- Meilleur résultat en super G : 12e à Crans-Montana le 24 janvier 2021.
- Meilleur classement général : 69e en 2022 avec 73 points.
- Meilleur classement de descente : 31e en 2022 avec 34 points
- Meilleur classement de super G : 37e en 2021 avec 22 points et 37e en 2022 avec 39 points.

| Saison / Épreuve | Saison / Épreuve | Général | Général | Descente | Descente | Super G | Super G | Combiné | Combiné |
| ---------------- | ---------------- | ------- | ------- | -------- | -------- | ------- | ------- | ------- | ------- |
| Saison / Épreuve | Saison / Épreuve | Class.  | Points  | Class.   | Points   | Class.  | Points  | Class.  | Points  |
| 2019             | 2019             | 136e    | 2       | 51e      | 2        | -       | -       | -       | -       |
| 2020             | 2020             | -       | -       | -        | -        | -       | -       | -       | -       |
| 2021             | 2021             | 84e     | 35      | 39e      | 13       | 37e     | 22      | -       | -       |
| 2022             | 2022             | 69e     | 73      | 31e      | 34       | 37e     | 39      | -       | -       |
| 2024             | 2024             | 94e     | 28      | 39e      | 13       | 46e     | 15      | -       | -       |

### Coupe d'Europe
- Première course : 16 février 2015, Super G de Davos, 67ème
- Premier top30 et top10 : 11 janvier 2017, descente de Saalbach, 7ème
- Premier podium : 21 décembre 2017, descente de Val di Fassa, 3ème
- Meilleur résultat : 3ème en descente à Val di Fassa en 2017 et à Crans-Montana en 2021
- 2 podiums (2 fois 3ème)
- Meilleur classement général : 33ème en 2019
- Meilleur classement de descente : 7ème en 2019

| Saison / Épreuve | Saison / Épreuve | Général | Général | Descente | Descente | Super G | Super G | Combiné | Combiné |
| ---------------- | ---------------- | ------- | ------- | -------- | -------- | ------- | ------- | ------- | ------- |
| Saison / Épreuve | Saison / Épreuve | Class.  | Points  | Class.   | Points   | Class.  | Points  | Class.  | Points  |
| 2017             | 2017             | 67e     | 103     | 20e      | 76       | 39e     | 27      | -       | -       |
| 2018             | 2018             | 57e     | 122     | 21e      | 81       | 30e     | 41      | -       | -       |
| 2019             | 2019             | 33e     | 251     | 7e       | 208      | 29e     | 38      | 38e     | 5       |
| 2020             | 2020             | -       | -       | -        | -        | -       | -       | -       | -       |
| 2021             | 2021             | 52e     | 139     | 9e       | 79       | 16e     | 60      | -       | -       |
| 2024             | 2024             | 48e     | 147     | 29e      | 67       | 19e     | 80      | -       | -       |

### Championnats du monde juniors
| Épreuve / Édition          | Descente | Super G | Slalom géant | Slalom | Combiné | Team event |
| Mondiaux 2017 Åre          | 25e      | -       | -            | -      | -       | -          |
| Mondiaux 2018 Davos        | 6e       | Abandon | -            | -      | 10e     | -          |
| Mondiaux 2019 Val di Fassa | Argent   | 4e      | Abandon      | -      | Abandon | -          |

### Championnats de Suisse
Championne de combiné 2022
 Troisième en descente 2022